# La maschera della morte rossa (film 1964)
La maschera della morte rossa (The Masque of the Red Death) è un film horror del 1964, diretto da Roger Corman, tratto dai racconti La maschera della morte rossa e Hop-Frog di Edgar Allan Poe. Al film partecipano due importanti attori del genere horror, Vincent Price e Hazel Court.

## Trama
Siamo nel Medioevo: una vecchietta mentre raccoglie della legna viene fermata da una figura vestita di rosso, che le dona una rosa rossa e le dice che presto giungerà la liberazione. La vecchia ritorna al suo villaggio e racconta il fatto agli altri abitanti, che prendono la figura come un santo e la liberazione come la fine della tirannia del principe Prospero, un crudele signore che domina il luogo.
Poco tempo dopo giunge, con la sua sontuosa carrozza, proprio il principe Prospero: egli si prende gioco dei contadini paragonandoli a delle bestie. Un uomo, Ludovico, e un giovane, Gino, rispondono all'offesa raccontando la profezia della figura rossa; Prospero per tutta risposta li fa arrestare dalle guardie della sua scorta con l'intenzione di torturarli nel suo castello. Francesca, figlia di Ludovico e moglie di Gino, implora allora il signore di lasciarli andare: questo le dice che lei stessa dovrà scegliere tra i due chi salvare. In quel mentre si sentono delle grida: Prospero le segue e scopre, nella sua capanna, la vecchia che si era imbattuta nella figura rossa. Essa ha il viso ricoperto di piaghe rosse ed è in pieno delirio: la Morte Rossa, una terribile pestilenza, ha raggiunto il villaggio. Prospero ordina di far bruciare il villaggio e poi fugge nel suo castello, trascinando con sé Francesca e i due prigionieri. Arrivato, imprigiona Gino e Ludovico e obbliga la sua sposa, Juliana, ad accudire la contadina. Dopodiché la obbliga a togliersi il rosario che porta al collo, rivelandole poi di praticare il satanismo assieme a Juliana. La sera stessa, durante una festicciola con amici e cortigiani, fa un discorso: tutti quelli al castello rimarranno lì finché la Morte Rossa se ne andrà, e poi rivela che tra breve tempo ci sarà un ballo in maschera.
Il giorno dopo ordina a Gino e a Ludovico di battersi, in modo che uno dei due morirà e l'altro verrà espulso dal castello: i due però rifiutano e Prospero è costretto ad escogitare un altro espediente. La notte Juliana dopo un rito satanico entra nella camera di Francesca e le propone un piano di fuga: scenderà nelle prigioni, libererà Gino e Ludovico e con l'aiuto di una guardia scapperanno dal castello. Francesca, eccitata e speranzosa, fa esattamente quello che le viene detto e i tre trovano la guardia che si rivela Prospero. Il principe ora ha una scusa per far morire uno dei due. A cena li fa venire nella sala da pranzo davanti agli ospiti del castello: essi dovranno prendere uno dei coltelli sulla tavola e farsi un taglietto sul braccio; uno dei coltelli è avvelenato e chi si taglierà con quello morirà in breve tempo. A morire, sotto gli occhi terrorizzati di Francesca, sarà Ludovico: mentre provava a pugnalare con l'ultimo coltello Prospero, questi aveva sguainato la sua spada e lo aveva trapassato. Dopodiché Gino viene liberato come promesso: il giovane incrocia gli ultimi superstiti del villaggio e scopre che si stanno dirigendo verso il castello per chiedere asilo. Prospero invece li uccide tutti colpendoli con delle frecce, ad eccezione di Gino e di una bambina. Intanto Juliana con un altro rito "sposa" il demonio, per poi venire uccisa anch'essa dal principe.
Inizia il ballo in maschera: il nano Rospo, furioso del modo in cui Alfredo ha mal trattato Esmeralda, la sua collega ballerina affetta da nanismo, riesce a convincerlo di travestirsi da gorilla per un'esibizione speciale. Durante il loro numero, tuttavia, Rospo issa Alfredo in aria dopo averlo legato a una lumiera e lo bagna di brandy per bruciarlo vivo, vendicandosi di quello che ha fatto a Esmeralda. Nonostante l'orribile morte dell'amico, Prospero ordina che Rospo sia premiato per lo spettacolo, ma il nano è già fuggito. Prospero e Francesca poi scorgono tra la folla la figura rossa dell'inizio del film: i due la seguono fino alla stanza in cui Juliana faceva i suoi riti. La figura uccide tutti i nobili del castello semplicemente toccandoli: questi cadono a terra ricoperti di piaghe rosse. La figura non è altro che la Morte Rossa, che è riuscita a raggiungere il castello. Francesca si salva fuggendo dal salone, mentre Prospero fa la stessa orrenda fine degli altri.
Francesca raggiunge Gino e insieme fuggono con la bambina sopravvissuta; nella scena finale, la Morte Rossa incontra altre figure di altri colori (la Piaga Bianca, Gialla, Dorata, Blu, Viola e Nera) che si scambiano il numero delle persone che hanno ucciso. La Morte Rossa rivela che solo sei persone le sono scampate: Gino, Francesca, la bambina, Rospo, Esmeralda e un vecchietto del villaggio.
Il film si chiude con le seguenti parole tratte dal racconto di Poe: «...e l'Oscurità e il Decadimento e la Morte Rossa ebbero illimitato dominio su tutto.»

## Produzione
Roger Corman avrebbe voluto girare questo film subito dopo I vivi e i morti, ma accantonò il progetto per alcuni anni perché pensava che alcuni elementi della trama lo facessero assomigliare troppo a Il settimo sigillo di Ingmar Bergman, vedi il costume attraverso il quale è rappresentata la Morte e la sfida a carte di questa con la bambina che ricorda la partita a scacchi tra la stessa e il soldato.
La morte va oltre «ogni tentativo di identificazione religiosa, segnando così la sconfitta sia del satanismo professato dal principe, sia del cristianesimo utilizzato dall'eroina come ancora di salvezza per non cedere alle lusinghe del Male. (...) La Morte è dunque l'unico elemento stabile in un mondo in cui realtà e immaginazione si confondono».
Nel film sono usate tecniche e forme sperimentali riguardanti l'uso di colori che Cahiers du cinema definisce allucinati. Nella realizzazione dell'ambiente, è stato scritto, vi è la messa in scena di un universo morboso dove, fedele «al racconto in cui la parola rosso e i suoi simboli ritornano con insistenza, Corman fa inghiottire questo universo nei rosseggianti riflessi delle fiamme».
Le riprese del film durarono circa cinque settimane.